# 1962年アジア競技大会におけるバスケットボール競技
1962年アジア競技大会におけるバスケットボール競技（1962ねんアジアきょうぎたいかいにおけるバスケットボールきょうぎ）は男子のみ開催された。

## 最終結果
| 順位 | 国           |
| ---- | ------------ |
| 金   | フィリピン   |
| 銀   | 日本         |
| 銅   | 韓国         |
| 4    | タイ         |
| 5    | インドネシア |
| 6    | 香港         |
| 7    | カンボジア   |
| 8    | シンガポール |
| 9    | マラヤ       |